# Odiljon Xamrobekov
Odiljon Soxibjon oʻgʻli Xamrobekov (ur. 13 lutego 1996) – uzbecki piłkarz występujący na pozycji pomocnika w drużynie Nasafa Karszy.

## Kariera klubowa
Xamrobekov od początku swojej kariery jest zawodnikiem Nasafa Karszy. Z tym klubem zdobył w 2015 roku Puchar Uzbekistanu, w lidze natomiast raz zakończył z klubem sezon na 2. miejscu i aż czterokrotnie na 3. miejscu.

## Kariera reprezentacyjna
Xamrobekov zadebiutował w reprezentacji Uzbekistanu 14 listopada 2017 roku w przegranym spotkaniu 1:0 z reprezentacją Zjednoczonych Emiratów Arabskich. Znalazł się w kadrze Uzbekistanu na Puchar Azji 2019. 
Stan na 3 lutego 2019
| Reprezentacja | Rok     | Mecze | Bramki |
| ------------- | ------- | ----- | ------ |
| Uzbekistan    | 2017    | 1     | 0      |
| Uzbekistan    | 2018    | 8     | 0      |
| Ogólnie       | Ogólnie | 9     | 0      |